# Кема (деревня)
Кема — деревня в Белозерском районе Вологодской области.
Входит в состав Гулинского сельского поселения, с точки зрения административно-территориального деления — в Гулинский сельсовет.
Расстояние по автодороге до районного центра Белозерска составляет 30 км, до центра муниципального образования деревни Никоновская — 15 км. Ближайшие населённые пункты — Данилово, Черково, Яковлево.
Население по данным переписи 2002 года — 10 человек.